# Agelena tadzhika
Agelena tadzhika là một loài nhện trong họ Agelenidae.
Loài này thuộc chi Agelena. Agelena tadzhika được Andreeva miêu tả năm 1976.